# Coeriana nyctosia
Coeriana nyctosia är en fjärilsart som beskrevs av George Francis Hampson 1926. Coeriana nyctosia ingår i släktet Coeriana och familjen nattflyn. Inga underarter finns listade i Catalogue of Life.